# Tatá Werneck
Talita Werneck Arguelhes (sinh ngày 11 tháng 8 năm 1983), nổi tiếng nhất với nghệ danh Tata Werneck, là một nữ diễn viên, diễn viên hài, người dẫn chương trình, phóng viên, nhạc sĩ người Brazil.

## Nghề nghiệp
Cô bắt đầu học diễn xuất từ năm 9 tuổi và sau đó xuất hiện trong vở diễn sân khấu đầu tiên vào năm 11. Lần đầu tiên cô tham gia một chương trình truyền hình xảy ra vào năm 2008, khi cô tham gia dàn diễn viên của Dilemas de Irene. Hai năm sau, cô gia nhập đội ngũ của Quinta Categoria, trước đây là MTV Brasil và tham gia vào một số chương trình của nhà ga khác trong khoảng thời gian từ 2010 đến 2012.
Tatá chỉ tìm thấy danh tiếng trên quy mô toàn quốc vào năm 2013, sau khi nhận được vai diễn nữ hoochie Valdirene hài hước, người khao khát kết hôn với một người đàn ông giàu có trong vở opera xà phòng Amor à Vida, được phát sóng bởi Rede Globo, đài truyền hình chính của Brazil. Hiệu suất của nó đã đạt được thành công lớn và tận hiến nó như là sự mặc khải của năm gần như nhất trí trên báo chí. Kể từ đó, diễn viên hài này tham gia các chương trình trên Multishow, bao gồm Vai Que Cola thành công và bộ phim hài Tudo pela Audiência, mà cô đồng tổ chức với diễn viên hài Fábio Porchat. Werneck nổi bật trong loạt phim truyền hình I Love Paraisópolis, với sự tham gia của người mẫu và nữ diễn viên Bruna Marquezine. Hiện tại, Werneck đóng vai Fedora Abdalla trong Haja Coração.
Về mặt trình diễn, Tatá nổi bật nhờ khả năng ứng biến khéo léo và được coi là một trong những diễn viên hài nổi tiếng nhất ở Brazil. Năm 2010, nữ diễn viên được bình chọn là diễn viên hài hài hước nhất nước bởi độc giả của trang web Universo Online. Năm 2013, cô nhận được biệt danh "Nữ hoàng cải tiến" của iG và năm 2014, cô đã giành được danh hiệu "Đột phá tốt nhất" trong cuộc thăm dò do Folha de S.Paulo thực hiện với người xem Rede Globo. Ngoài ra, cô còn được tạp chí GQ phiên bản Brazil bầu chọn là "Người phụ nữ của năm" và trở thành diễn viên hài đầu tiên đóng vai chính trong quảng cáo mỹ phẩm khi xuất hiện cho L'Oréal. Vào tháng 5 năm 2016, tạp chí Capricho đã gọi cô là "Nữ hoàng hài kịch".